# H3-гистаминовый рецептор
H3-гистами́новый реце́птор (сокр. H3), также H3-реце́птор — интегральный мембранный белок, один из 4-х видов гистаминовых рецепторов, принадлежит к суперсемейству родопсинподобных рецепторов, связанных с G-белком. Активируется посредством связывания гистамина. У человека ген, кодирующий данный белок HRH3, локализован на длинном плече (q-плече) 20-й хромосомы. Белок состоит из последовательности 445 аминокислот и имеет молекулярную массу равную 48671 Да.
H3-рецептор экспрессируется в центральной нервной системе и, в меньшей степени, периферической нервной системе, где они действуют как ауторецепторы в пресинаптических гистаминергических нейронах, а также контролируют оборот гистамина путём ингибирования гистамина и его высвобождения посредством обратной связи. Также было показано, что H3-рецептор пресинаптически ингибирует высвобождение ряда других нейротрансмиттеров (то есть он действует как ингибиторный гетерорецептор), включая, но не ограничиваясь ими, дофамин, ГАМК, ацетилхолин, норадреналин, гистамин и серотонин.
Последовательность генов для H3-рецепторов экспрессируется только приблизительно на 22 % и 20 % гомологичных с H1 и H2-рецепторами соответственно.
Существует большой интерес к H3-гистаминовому рецептору в качестве потенциальной терапевтической мишени из-за его участия в нейронном механизме за многими когнитивными H3R-нарушениями и особенно его расположением в центральной нервной системе.

## Локализация в организме
- Центральная нервная система
- Периферическая нервная система
- Сердце
- Лёгкие
- Желудочно-кишечный тракт
- Эндотелиальные клетки

## Функции
Как и все гистаминовые рецепторы, H3-рецептор  представляет собой рецептор, связанный с G-белком. Н3-рецептор соединён с Gi-субъединицей G-белка, поэтому он приводит к ингибированию образования цАМФ. Кроме того, β- и γ-субъединицы взаимодействуют с кальциевыми каналами N-типа, которые снижают потенциальный опосредованный приток ионов кальция и, следовательно, уменьшают высвобождение нейротрансмиттера. Н3-рецепторы действуют как пресинаптические ауторецепторы  гистаминсодержащих нейронов.
Разнообразная экспрессия H3-рецепторов по всей коре и подкорке головного мозга указывает на её способность модулировать высвобождение большого количества нейротрансмиттеров.
Считается, что H3-рецепторы  играют определённую роль в контроле сытости
.

## Изоформы
В организме человека существует по меньшей мере шесть изоформ H3-рецепторов и более 20 обнаруженных в настоящее время. У крыс было обнаружено шесть подтипов H3—рецепторов. У мышей также есть три сообщённых изоформ. Эти подтипы имеют тонкую разницу в их фармакологии (и, предположительно, распределении, основанном на исследованиях на крысах), но точная физиологическая роль этих изоформ всё ещё неясна.

## Фармакология

### Агонисты
В настоящее время нет терапевтических препаратов, действующих как селективные агонисты H3-рецепторов, хотя в качестве инструментов исследования используются несколько соединений, которые являются достаточно избирательными агонистами. Вот некоторые примеры:
- (R)-α-метилгистамин
- Ципрализант (первоначально оцениваемый как антагонист H3-рецептора, позже признанный агонистом, показывает функциональную селективность, активируя некоторые пути, связанные с G-белком, но не другие)[9]
- Имбутамин (также агонист H4-рецептора)
- Иммепип
- Иметит
- Имметиридин
- Methimepip
- Проксифан (комплексная функциональная селективность, парциальные агонистические эффекты, направленные на ингибирование цАМФ и активность митоген-активируемой протеинкиназы (MAPK), антагонист высвобождения гистамина и обратный агонист выделения арахидоновой кислоты)

### Антагонисты
К ним относятся: 
- А-349,821[11]
- ABT-239
- Бетагистин (также слабый агонист H1)
- Буримидамид (также слабый антагонист H2)
- Ципроксифан
- Clobenpropit (также антагонист H4)
- Коннесин
- Файлпроксифан (отсутствие толерантности, как у Ципроксифана)
- Impentamine
- Iodophenpropit
- Irdabisant
- Pitolisant
- Тиоперидамид (также антагонист H4)
- VUF-5681 (4-[3-(1H-имидазол-4-ил)пропил] пиперидин)

## Терапевтический потенциал
H3-гистаминовый рецептор является многообещающей потенциальной терапевтической мишенью для многих (когнитивных) расстройств, вызванных гистаминергической дисфункцией H3R, поскольку он связан с центральной нервной системой и её регуляцией других нейротрансмиттеров. Примерами таких расстройств являются: нарушения сна (включая нарколепсию), синдром Туретта, синдром Паркинсона, ОКР, СДВГ, ASS и аддикции (наркотические).
Этот рецептор был предложен в качестве мишени для лечения расстройств сна. Рецептор также был предложен в качестве мишени для лечения невропатической боли.
Из-за его способности модулировать другие нейротрансмиттеры, лиганды H3-рецепторов исследуются для лечения многочисленных неврологических состояний, включая ожирение (из-за взаимодействия гистамин/орексинергическая система), нарушения движения (из-за модуляции H3-рецептора дофамина и ГАМК в базальных ганглиях), шизофрению и СДВГ (опять же из-за модуляции дофамина), и ведутся исследования, чтобы определить, могут ли лиганды Н3-рецептора быть полезными при модулировании бодрствования (из-за воздействия на норадреналин, глутамат и гистамин).
Имеются также данные о том, что H3-рецептор играет важную роль в этиологии синдрома Туретта. Мыши-модели и другие исследования показали, что снижение концентрации гистамина в H3R вызывает тики, но добавление гистамина в полосатое тело (стриатум) уменьшает симптомы. Взаимодействие между гистамином (H3-рецептором) и дофамином, а также другими нейротрансмиттерами является важной основой развития механизма расстройства.

## История
- 1983 H3-рецептор был фармакологически идентифицирован[20].
- 1988 H3-рецептор был найден в посредничестве ингибирования высвобождения серотонина в коре головного мозга крыс[21].
- 1997 H3-рецепторы, показали, что модулируют высвобождение ишемического норэпинефрина у животных[22].
- 1999 H3-рецептор был впервые клонирован[23]
- 2000 H3-рецепторы названы «новым рубежом при ишемии миокарда»[24].
- 2002 Выведены H3(-/-) мыши (мыши, которые не имеют этот рецептор)[25].